# Рейтинг (соціологічна група)
Соціологічна група «Рейтинг» — українська незалежна дослідницька компанія, яка спеціалізується на проведенні усіх видів соціологічних досліджень із дотриманням міжнародних стандартів, затверджених кодексами ESOMAR та WAPOR. На постійній основі здійснює загальнонаціональні та регіональні політичні, тематичні, маркетингові та медіа-дослідження. Соціологічна група «Рейтинг» входить до складу групи компаній «Rating GroupTM». Компанія має відділення у Києві та Львові. Мережа інтерв'юерів нараховує понад 500 осіб і працює по всій Україні . Компанія є постійним членом Соціологічної асоціації України
Клієнтами Соціологічної Групи «Рейтинг» є державні органи, неурядові організації, бізнес структури, політичні партії/політики, засоби масової інформації. Компанія постійно бере участь у міжнародних проектах Міжнародного республіканського інституту, Уряду Канади, USAID, Світового банку, UNICEF, Національного фонду на підтримку демократії (NED), університетів Польщі, Данії, Швейцарії тощо

## Історія та діяльність
Соціологічна група утворена у 2008 як недержавна, незалежна дослідницька організація, яка має на меті вивчення громадської думки мешканців України щодо різних аспектів економічного, політичного та культурного життя країни. Користувачами продуктів компанії є ЗМІ, політичні партії, органи влади, неурядові українські та міжнародні організації, експерти, фінансові установи та бізнес.
Соціологічна група «Рейтинг» об'єднала в один колектив фахівців з соціології, маркетингу і політології, досвід роботи яких на ринку нараховує понад 10 років. Вони ж і стали засновниками компанії. Директор Соціологічної групи «Рейтинг» Олексій Антипович раніше (2000—2007) очолював найбільший соціологічний центр у Західній Україні «Соціоінформ».
У 2010 компанія провела близько 70 досліджень, понад 50 000 особистих інтерв'ю. У 2010 році Соціологічна група «Рейтинг» провела три екзит-поли на місцевих виборах у Львові, Івано-Франківську та Тернополі.
В 2015—2018 роках соціологічна група «Рейтинг» займається дослідженням рейтингів кандидатів на виборах Президента України в 2019 році. В грудні 2017 року проведено одне з найбільших соцопитувань — вибірка склала 30 тисяч осіб, по 1200 респондентів у кожному регіоні
Опитування групи «Рейтинг» перед президентськими виборами 2019 прогнозували лідерство у першому турі В.Зеленського. Перед другим туром останній замір групи «Рейтинг» показував співвідношення серед визначених виборців 73 % за В.Зеленського та 27 % за П.Порошенка
Значна частина досліджень Соціологічної групи «Рейтинг» є моніторингами електоральних симпатії населення, оцінок влади і довіри до політиків. Компанія робить заміри ставлення населення до резонансних подій, ініціатив влади. Також опитування групи «Рейтинг» стосуються таких сфер суспільного життя: медицина, навчання, підприємництво, релігія, мова, міжособистісних стосунків, споживчих вподобань.
Регулярно відбуваються заміри зовнішньополітичних настроїв, бачення вирішення конфлікту на Донбасі, сприйняття населенням історичних подій та свят.
З 2020 року у зв'язку з епідемією коронавірусу з'являються нові напрямки досліджень: психоемоційні настрої українців (досліджується рівень депресивності, паніки й тд), моніторинг громадської думки «Україна на карантині», ставлення до вакцинації, тощо.
Під час російського вторгнення в Україну «Рейтинг» продовжує проводити дослідження методом телефонного опитування CATI. Основними темами досліджень є віра в перемогу України, в ЗСУ, оцінка дій української влади, рівень національного супротиву, оцінка ситуації в країні, оцінка міжнародної допомоги, тощо.

## Напрями дослідження
- Політичні дослідження
- Тематичні дослідження
- Маркетингові дослідження
- Медіа-дослідження

Основні види досліджень:
- Кількісні дослідження: методи (PAPI, CAPI, CASI, CATI, CAWI).
- Фокус-групові дослідження.
- Експертні та глибинні інтерв'ю.